# Кульман, Леэн
 Ле́эн Ку́льман (Хелена/Хелене Андреевна Кульман, эст. Leen (Helene) Kullman; 31 января 1920, Тарту, Эстония, — 6 марта 1943, Тарту, генеральный округ Эстония, рейхскомиссариат Остланд) — советская разведчица, младший политрук, Герой Советского Союза.

## Биография
Леэн Кульман родилась 31 января 1920 года в городе Тарту шестым ребёнком в многодетной семье сапожника Андреса Кульмана. В 1927 году она поступила в 1-ю Тартускую городскую школу, в которой училась до 1931 года, затем училась в 5-й Тартуской школе, которую окончила в 1933 году, и Таллинском педагогическом училище.
В 1932 году у Леэн умер отец, оставив на иждивении матери пятерых малолетних детей. В том же году умерла и ближайшая подруга девочки, Майга Берзинь, родители которой после смерти своего ребёнка удочерили Леэн. Так как отчим, Фриц Берзинь, был капитаном дальнего плавания, то у Леэн была возможность во время летних каникул вместе с ним  побывать в Финляндии, Великобритании, Франции, Италии, Бельгии, Швеции.
После присоединения Эстонии к СССР вступила в комсомол, училась в Таллинском педагогическом институте. В 1941 году Леэн получила специальность учительницы неполной средней школы.
В марте 1941 года начала работать комсоргом 4-й таллинской средней школы.
С началом Великой Отечественной войны пошла в военкомат, просила направить её на фронт, но ей отказали. С августа 1941 года в эвакуации работала в колхозе «Ленинский путь» Нязепетровского района Челябинской области.
В январе 1942 года ушла в Красную Армию бойцом медсанбата 7-й эстонской стрелковой дивизии. Позднее была направлена в Ленинград и под именем Линды Туллиман прошла обучение в разведшколе.
В ночь с 13 на 14 сентября 1942 года была десантирована в тыл противника в районе города Тарту. В Тарту она поселилась у своей сестры. Её задачей было наблюдать за передвижением войск вермахта в районе Чудского озера, за морскими силами противника в порту Пярну.
В период с 14 сентября 1942 года до 2 января 1943 года Леэн Кульман передала в штаб Балтийского флота несколько десятков радиограмм о положении в Пярну, Таллине, Тартумааском и Вырумааском уездах Эстонии. На основании её данных советская подлодка потопила немецкий транспорт в районе Пярну. Среди сведений, которые собрала и передала Леэн Кульман: информация об отсутствии крупных кораблей противника на Чудском озере, данные об охране побережья на участке Муствеэ — Васькнарва, характер и количество вооружения частей «эстонского легиона».
2 января 1943 года Леэн Кульман была арестована на хуторе Ояэрэ недалеко от посёлка Луутснику Выруского района, где проживали её сестра с мужем. Вместе с ней были арестованы все её родственники: сестра Ольга Мяги с мужем Августом Мяги и шестимесячной дочкой и младшая сестра Регина.
При обыске в матрасе был найден передатчик. Леэн была отправлена в распоряжение политической полиции города Выру, а 4 января 1943 года передана внешней сыскной полиции в Пскове как советская разведчица.
6 марта 1943 года была расстреляна фашистом из организации «Омакайтсе».
Евгения Кацева, учившая Леэн радиоделу, вспоминала:

С одной эстонкой, Леэн Кульман, я даже подружилась. Мы были ровесницы, обе изучали филологию, обе кое-как говорили по-немецки (русским она владела еще хуже). Она научила меня сотне эстонских слов (мы считали!), которые, никогда не востребованные, мирно уснули в моей памяти, и нескольким песенкам — их я почти помню…
…А тогда, когда в начале января 1943 года меня вызвали к командиру части, капитану третьего ранга Подошкину, я со страхом думала: «Господи, что я опять натворила?» …Что сулит на этот раз вызов к начальству? Я вхожу в кабинет, докладываю, кто явился «по вашему приказанию», и застываю по стойке «смирно». Подошкин стоя зачитывает: «Пламенный новогодний привет незабываемой девушке инструктору», с резолюцией вице-адмирала: «Доложить старшине второй статьи Кацевой». «Она жива, моя Линда, жива!» — всхлипнула я, сразу представив себе, что специально для этого привета она отправилась зимней ночью в лес, разложила своё радиохозяйство, — как же одиноко ей было… Это была предпоследняя её шифровка, передатчик был уже запеленгован, вскоре её схватили и расстреляли.
Спустя два десятилетия, после присвоения Леэн звания Героя, в книге о ней текст шифровки был видоизменен, дабы придать ему более патриотическое звучание: место «незабываемой девушки инструктора» заняла «незабываемая Родина». Хотя, строго говоря, когда эта Родина могла успеть стать для молодой эстонки «незабываемой», раз Эстония была включена в состав Советского Союза лишь в 1940 году?

## Награды
- Указом Президиума Верховного Совета СССР от 8 мая 1965 года разведчице Краснознамённого Балтийского флота Кульман Хелене Андреевне «за особые заслуги, мужество и героизм, проявленные в борьбе против немецко-фашистских захватчиков в период Великой Отечественной войны 1941—1945 гг.» было присвоено звание Героя Советского Союза посмертно[4].
- Орден Ленина.

## Память
- Имя Леэн Кульман было занесено в Книгу Почёта ЦК ВЛКСМ[5].
- В Тарту, у Тартуского ГПТУ был установлен памятник Леэн Кульман[5].
- В Минске, на доме № 2 по улице им. Х. А. Кульман установлена мемориальная доска.
- Также именем Леэн Кульман были названы:
  - улицы в Тарту, Минске, Нязепетровске[5];
  - Таллинское педагогическое училище[5];
  - школа № 1 в городе Выру, а также пионерская дружина этой школы[5].

## Утверждения эстонcкой прессы о двойной жизни Леэн Кульман
8 февраля 2000 года в эстонской прессе появилась статья журналистов газеты «Postimees» Юхани Пюттсеппа (Juhani Püttsepp) и Тоомаса Сильдама (Toomas Sildam), развенчивающие героизацию Леэн Кульман, под названием  «Немцы инсценировали убийство Кульман». Изучив архивные данные и рассказы живых родственников, журналисты пришли к выводу, что ставшая Героем Советского Союза разведчица Леэн Кульман на самом деле была перевербована немцами и жила тайной двойной жизнью. В статье газеты «Postimees» от 11 сентября 2018 года утверждается, что эстонские историки поддержали эту версию, как вполне обычную для времён Второй мировой войны и согласующуюся с широко распространенной в истории разведки практикой. Газета приводит мнение эстонского историка Тийта Ноорметса (Tiit Noormets), который считает, что Леэн Кульман пошла на сотрудничество с немцами, чтобы не подвергать опасности жизнь своих близких; что немецкая контрразведка разработала для Леэн Кульман «легенду» о расстреле; что ей дали новое имя и затем использовали в разведывательной войне против СССР. Это якобы подтверждает и тот факт, что в регистре смертей ЗАГСа Тартуской уездной управы есть много отметок о расстрелянных в 1943 году, но отметка о смерти Леэн Кульман в нём отсутствует. Таким образом, отдельные эстонские журналисты и историки делают вывод, что история советской героини была подделана в СССР в интересах пропаганды. Утверждается также, что во времена, когда прославляли Леэн, в почтовом ящике её сестры Веры появилось письмо без подписи: «Леэн живет со своим спасителем, и у неё двое детей. Большего я сказать не могу»; и что в 1978 году мюнхенская редакция радио «Свобода» кратко сообщила, что в небольшом немецком городке в возрасте 58 лет умерла Хелене, которую на родине знают как Леэн Кульман.
Эстонский общественно-политический деятель и журналист Димитрий Кленский подверг все эти утверждения резкой критике, сказав, что они построены на русофобии, слухах и домыслах. По его словам, даже если официальная советская версия судьбы Леэн Кульман ошибочна, необходимо представить весомые доказательства этому.